# كوليس برمنغهام
كوليس برمنغهام (بالإنجليزية: Collis Birmingham) هو منافس ألعاب قوى أسترالي، ولد في 27 ديسمبر 1984 في ملبورن في أستراليا.

## وصلات خارجية
- كوليس برمنغهام على موقع الاتحاد الدولي لألعاب القوى (الإنجليزية)
- كوليس برمنغهام على موقع النتائج التاريخية لألعاب القوى الأسترالية (الإنجليزية)
- كوليس برمنغهام على موقع الدوري الماسي (الإنجليزية)
- كوليس برمنغهام على موقع اللجنة الأولمبية الدولية (الإنجليزية)
- كوليس برمنغهام على موقع أوليمبيديا (الإنجليزية)
- كوليس برمنغهام على موقع اللجنة الأولمبية الأسترالية (الإنجليزية)
- كوليس برمنغهام على موقع اتحاد ألعاب الكومنولث (مؤرشف) (الإنجليزية)
- كوليس برمنغهام على موقع اتحاد ألعاب الكومنولث (مؤرشف) (الإنجليزية)
- كوليس برمنغهام على موقع دورة ألعاب الكومنولث 2014 (مؤرشف) (الإنجليزية)